# David Gobejishvili
David Gobejishvili (n. 3 ianuarie 1963, Kutaisi, Republica Sovietică Socialistă Gruzină, URSS) este un luptător ce a reprezentat Uniunea Sovietică și Echipa Unificată, medaliat olimpic. A participat la 2 ediții ale Jocurilor Olimpice (1988, 1992) în care a câștigat o medalie de aur și o medalie de bronz.